# 112-й отдельный вертолётный полк
112-й отдельный вертолётный полк (сокр. 112 овп, в/ч 78081) — тактическое формирование Армейской авиации Российской Федерации.
Формирование находится в составе 11-й армии ВВС и ПВО Восточного военного округа с пунктом постоянной дислокации на аэродроме Черёмушки в городе Чита.

## История
112-й отдельный вертолётный полк создан 29 января 1968 года . Базировался на аэродроме Нерчинск Читинской области и находился в составе 36-й общевойсковой армии Забайкальского военного округа. Носил наименование 112-й отдельный транспортно-боевой вертолётный полк. Первоначально 112-й отдельный вертолётный полк использовал многоцелевые вертолёты Ми-4 и тяжёлые транспортные Ми-6, затем на оснащение формирования поступили Ми-8, с 1981 года ударные вертолёты Ми-24. Также в полку имелись вертолёты-постановщики помех Ми-10ПП.
В ходе реформы Вооружённых сил России в 2010 году полк переформировали в 439-ю авиационную базу армейской авиации 3-го командования ВВС и ПВО.
В 2017 году 439-ю авиационную базу армейской авиации переформировали обратно в 112-й отдельный вертолётный полк

## Отличившиеся воины
- Подполковник Тюриков, Виктор Иванович[4]